# Air Loyauté
Air Loyauté ist eine französische Fluggesellschaft mit Sitz in Nouméa auf Neukaledonien und Basis auf dem Flughafen Magenta.

## Flugziele
Air Loyauté führt von Nouméa aus Flüge zu den Loyalitätsinseln sowie in der Nordprovinz durch.

## Flotte
Mit Stand Oktober 2022 besteht die Flotte der Air Loyauté aus fünf Flugzeugen:
| Flugzeugtyp                   | Anzahl | bestellt | Anmerkungen | Sitzplätze |
| ----------------------------- | ------ | -------- | ----------- | ---------- |
| Beechcraft King Air B200      | 2      |          |             | 8          |
| de Havilland Canada DHC-6-300 | 3      |          |             | 19         |
| Gesamt                        | 5      | –        |             |            |